# Monotheist (Album)
Monotheist ist das fünfte Studioalbum der schweizerischen Extreme-Metal-Band Celtic Frost. Es ist das Reunion-Album der Band, welche zuvor 1990 mit Vanity / Nemesis ihren letzten Longplayer aufgenommen hatte; gleichzeitig ist es auch das letzte Album der Schweizer, die sich 2008 aufgrund von persönlichen Differenzen wieder auflösten. Das Album wurde mit einer großen Tour mit Co-Headliner Kreator auch live beworben.

## Musik

### Stil und Klang
Im Gegensatz zu den rauen Frühwerken der Band war die Produktion von Monotheist deutlich ausgefeilter. Auch das Songwriting hatte zwar noch Ursprünge des typischen Celtic-Frost-Sounds, wurde aber deutlich variabler gestaltet, ohne dabei Kompromisse einzugehen. Bandleader Tom G. Warrior war es wichtig, dass das Album 100% Celtic Frost bietet und keinen Produzentenstempel bekommt. Dies war auch Anlass für die Entscheidung, den Mix des bekannten Producers Peter Tägtgren wieder zu verwerfen und die Scheibe in der Schweiz nochmal ohne Peter abzumischen. Die Vielseitigkeit der Band wird durch die hohe Dynamik beim Tempo, doomig langsam bei Synagoga Satanae bis zur aggressiven Geschwindigkeit bei Ain Elohim, unterstrichen. Auch die Härtegrade sind extrem variabel; der charakteristisch überkippende Gitarrenanschlag zusammen mit Feedbacks und einem primitiven Riff im Opener Progeny ist typisch für die Band und unterstreicht den Wiedererkennungswert. Streicherbasierte Instrumentalstücke wie das Schlusswerk Winter (Requiem/Chapter Three: Finale) markieren den ruhigen, melancholischen Ausklang des Albums als Kontrapunkt zu den brutalen vorangegangenen Titeln.

### Doppeltes Triptychon
Das Album Monotheist vollendet ein doppeltes musikalisches Triptychon:
Zum einen bilden die letzten drei Songs ein zusammenhängendes Triptychon. Der lange Titel Synagoga Satanae bildet – eingerahmt von Totengott und Winter – den Hauptteil eines solchen.
Zum Zweiten bildet Winter, welches als drittes Kapitels des Requiems ausgewiesen wird, den Abschluss eines Triptychons, welches von 1987 an von der Band entwickelt wurde. Dieses Requiem-Triptychon beginnt mit dem musikalischen Flügelteil Rex Irae (erschienen auf Into the Pandemonium). Der Abschluss ist besagtes Stück Winter. Der mächtige Hauptteil wurde erst später von Tom G. Fischers Nachfolgeband Triptykon in Form von Grave Eternal fertiggestellt. Zur Live-Uraufführung des kompletten Requiem kam es erst 2019 auf dem Roadburn Festival.

## Gastmusiker
Für das klassische Schlussstück wurden keine Keyboards oder Sample-Bibliotheken verwendet, sondern es kam ein Streichorchester mit echten Celli, Violinen und Viola zum Einsatz.
Beim viertelstündigen Synagoga Satanae wurden viele Gastsänger/-innen eingesetzt, unter anderem steuerte Produzent Tägtgren einen Part bei sowie Satyr (Frontmann von Satyricon) und Ravn (Sänger von 1349). Unter den weiblichen Stimmen hat Simone Vollenweider den größten Einsatz, die später auch Fischers Nachfolgeband Triptykon unterstützte.
Bei Live-Auftritten begleitete nicht Erol Unala die Band an der zweiten Gitarre, sondern V. Santura (Dark Fortress), der auch später die Gitarre bei Triptykon spielt.

## Rezensionen
Das Album wurde nicht nur wegen seiner besonderen Bedeutung aufgrund der Reunion begeistert aufgenommen, sondern auch aufgrund seiner musikalischen Außergewöhnlichkeit für das extreme Metalsegment. Dies wird durch die Meinungen der Szene-Medien und durch hohe Benotungen in den Fachrezensionen unterstrichen:

„Ein finsteres Opus, fernab so genannter 'Hörgewohnheiten', beklemmend, eigenwillig und fremd.“

„Für mich eindeutig das beste Album der Schweizer, da es viel mehr Reife und Vollkommenheit beweist als die alten Outputs dies jemals taten.“

„Es knarzt, es kriecht, es greift dich an und duckt sich sofort wieder, bevor es dir aus der Dunkelheit blühende Blumen entgegenreicht, um diese im selben Moment wieder welken zu lassen.“

„Aus meiner Sicht bisher definitiv eines der besten, und vielleicht das mutigste Metalalbum des Jahre.“

## Trackliste
| Nr.          | Titel                                   | Länge |
| ------------ | --------------------------------------- | ----- |
| 1.           | Progeny                                 |       |
| 2.           | Ground                                  |       |
| 3.           | A Dying God Coming into Human Flesh     |       |
| 4.           | Drown in Ashes                          |       |
| 5.           | Os Abysmi Vel Daath                     |       |
| 6.           | Obscured                                |       |
| 7.           | Domain of Decay                         |       |
| 8.           | Ain Elohim                              |       |
| 9.           | Totengott                               |       |
| 10.          | Synagoga Satanae                        |       |
| 11.          | Winter (Requiem, Chapter Three: Finale) |       |
| Gesamtlänge: | Gesamtlänge:                            | 68:17 |

## Chartplatzierung
Monotheist erreichte in den Deutschen Albencharts Platz 67.
In den griechischen Albencharts rückte das Album auf Platz 16, im Heimatland der Schweiz reichte es für Platz 41.